# Pacifická dekádová oscilace

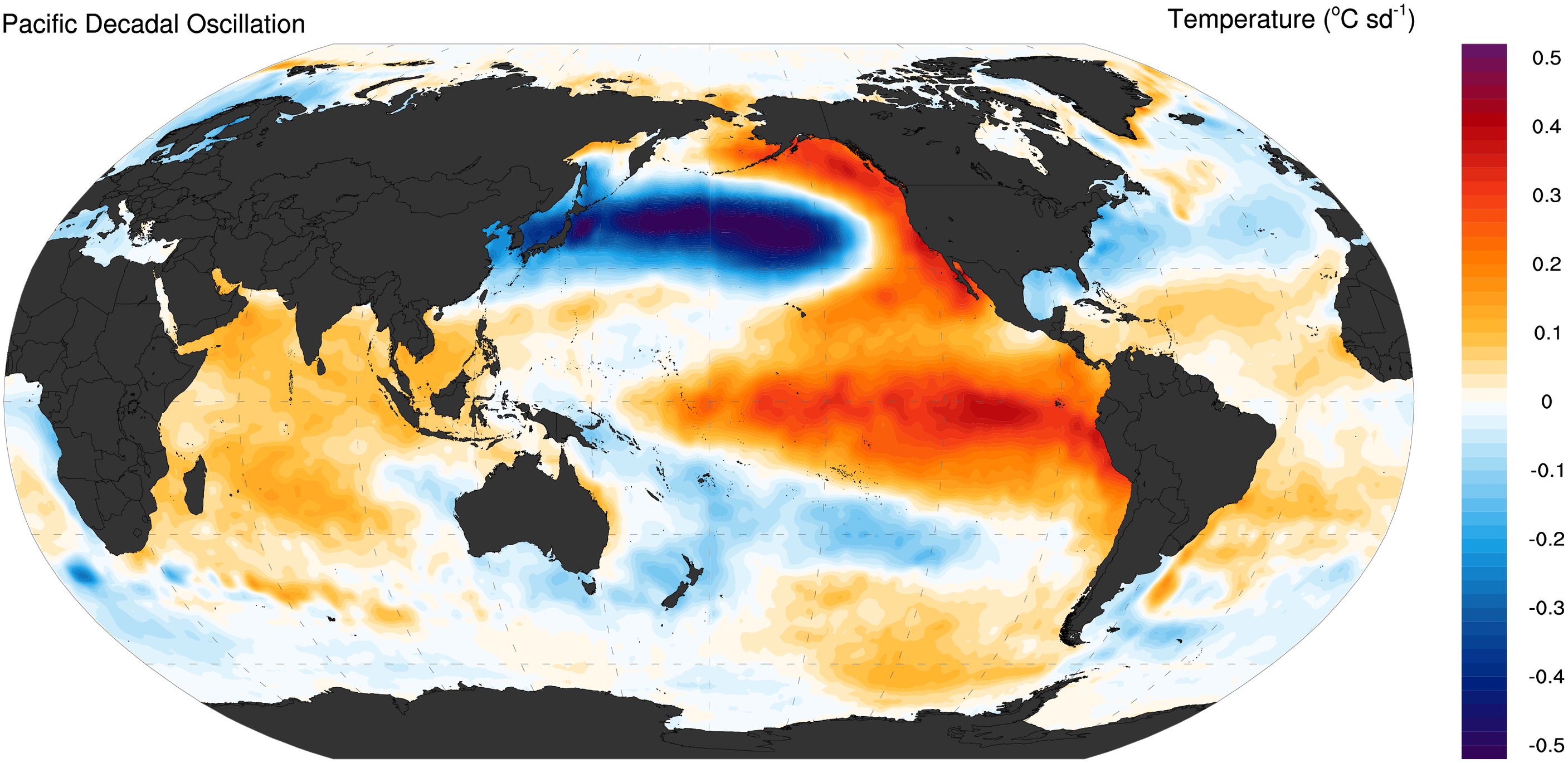
Globální model pozitivní fáze PDO

Pacifická dekádová oscilace (PDO) je silný, opakující se vzorec proměnlivosti klimatu mezi oceánem a atmosférou, který se soustřeďuje v Tichomořské pánvi ve středních šířkách. PDO se projevuje teplými nebo chladnými povrchovými vodami v Tichém oceánu severně od 20° s. š. V průběhu 20. století se amplituda tohoto klimatického vzorce nepravidelně měnila v meziročním až interdekádním měřítku (což znamená období od několika let až po období několika desetiletí). Existují důkazy o zvratech v převládající polaritě (což znamená změny chladných povrchových vod oproti teplým povrchovým vodám v regionu) oscilace, ke kterým došlo kolem let 1925, 1947 a 1977; poslední dva zvraty odpovídaly dramatickým změnám v režimech produkce lososů v severním Tichém oceánu. Tento klimatický vzorec ovlivňuje také teploty vzduchu při povrchu pobřežních moří a kontinentů od Aljašky po Kalifornii.
Během „teplé“ neboli „pozitivní“ fáze se západní část Tichého oceánu ochlazuje a část východního oceánu se otepluje; během „chladné“ neboli „negativní“ fáze dochází k opačnému vývoji. Pacifickou dekádovou oscilaci pojmenoval Steven R. Hare, který si jí všiml při studiu výsledků vzorců produkce lososů v roce 1997.
Pacifický dekadický oscilační index je vedoucí empirická ortogonální funkce (EOF) měsíčních anomálií teploty povrchu moře (SST-A) nad severním Pacifikem (od pólu k 20° s. š.) po odstranění globální průměrné teploty povrchu moře. Tento index PDO je standardizovanou časovou řadou hlavních komponent. „Signál“ PDO byl rekonstruován již v roce 1661 na základě chronologií stromových letokruhů v oblasti Baja California.

## Mechanismy
Několik studií naznačilo, že index PDO lze rekonstruovat jako superpozici tropických sil a mimotropických procesů. Na rozdíl od El Niño-Jižní oscilace (ENSO) tedy PDO není jediným fyzikálním způsobem oceánské variability, ale spíše souhrnem několika procesů s různým dynamickým původem.
Na meziročních časových škálách je index PDO rekonstruován jako součet náhodné a ENSO indukované variability Aleutské níže, zatímco na dekádových časových škálách se na něm přibližně stejnou měrou podílejí telekonekce ENSO, stochastické atmosférické vlivy a změny v cirkulaci severopacifického oceánského gyru. Kromě toho anomálie teploty povrchu moře vykazují určitou stálost od zimy do zimy v důsledku mechanismu opětovného vzniku.

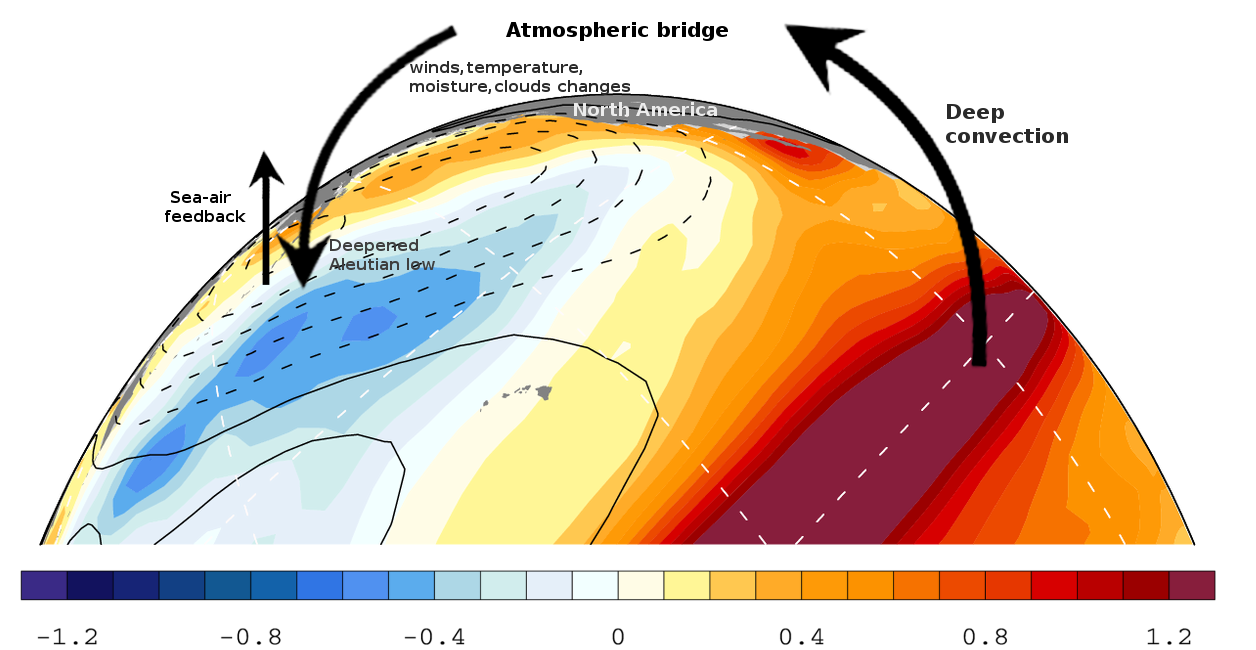
Atmosférický most během jevu El Niño

### Telekonekce ENSO, atmosférický most[8]
ENSO může ovlivňovat globální cirkulaci tisíce kilometrů od rovníkového Pacifiku prostřednictvím „atmosférického mostu“. Během událostí El Niño se přes anomálně teplou teplotu povrchu moře zvyšuje hluboká konvekce a přenos tepla do troposféry, toto tropické působení spojené s ENSO vytváří Rossbyho vlny, které se šíří směrem k pólu a na východ a následně se lámou zpět od pólu do tropů. Planetární vlny se formují na preferovaných místech jak v severním, tak v jižním Tichém oceánu a telekonektorový jev se vytvoří během 2–6 týdnů. Jevy řízené ENSO modifikují povrchovou teplotu, vlhkost, vítr a rozložení oblačnosti nad severním Pacifikem, které mění povrchové toky tepla, hybnosti a sladké vody, a tím vyvolávají anomálie teploty povrchu moře, slanosti a hloubky smíšené vrstvy (MLD).
Atmosférický most je účinnější během boreální zimy, kdy prohloubená Aleutská níž má za následek silnější a studené severozápadní větry nad centrálním Pacifikem a teplé/vlhké jižní větry podél západního pobřeží Severní Ameriky, související změny v povrchových tepelných tocích a v menší míře Ekmanův transport vytváří negativní anomálie teploty povrchu moře a prohloubenou MLD v centrálním Pacifiku a otepluje oceán od Havajských ostrovů po Beringovo moře.

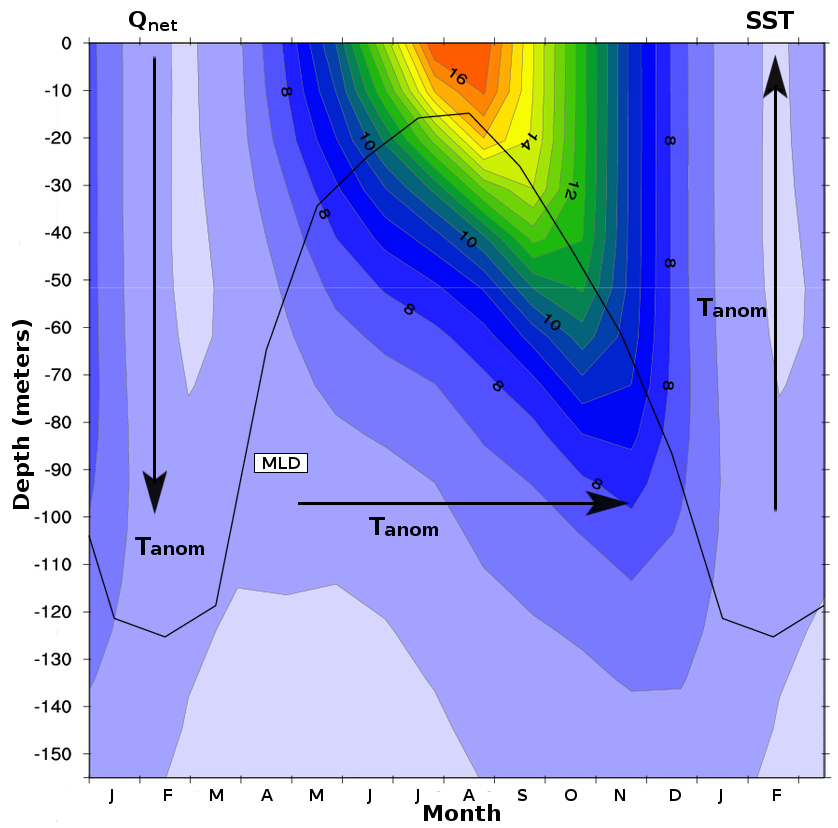
Mechanismus opakování anomálií povrchové teploty oceánů

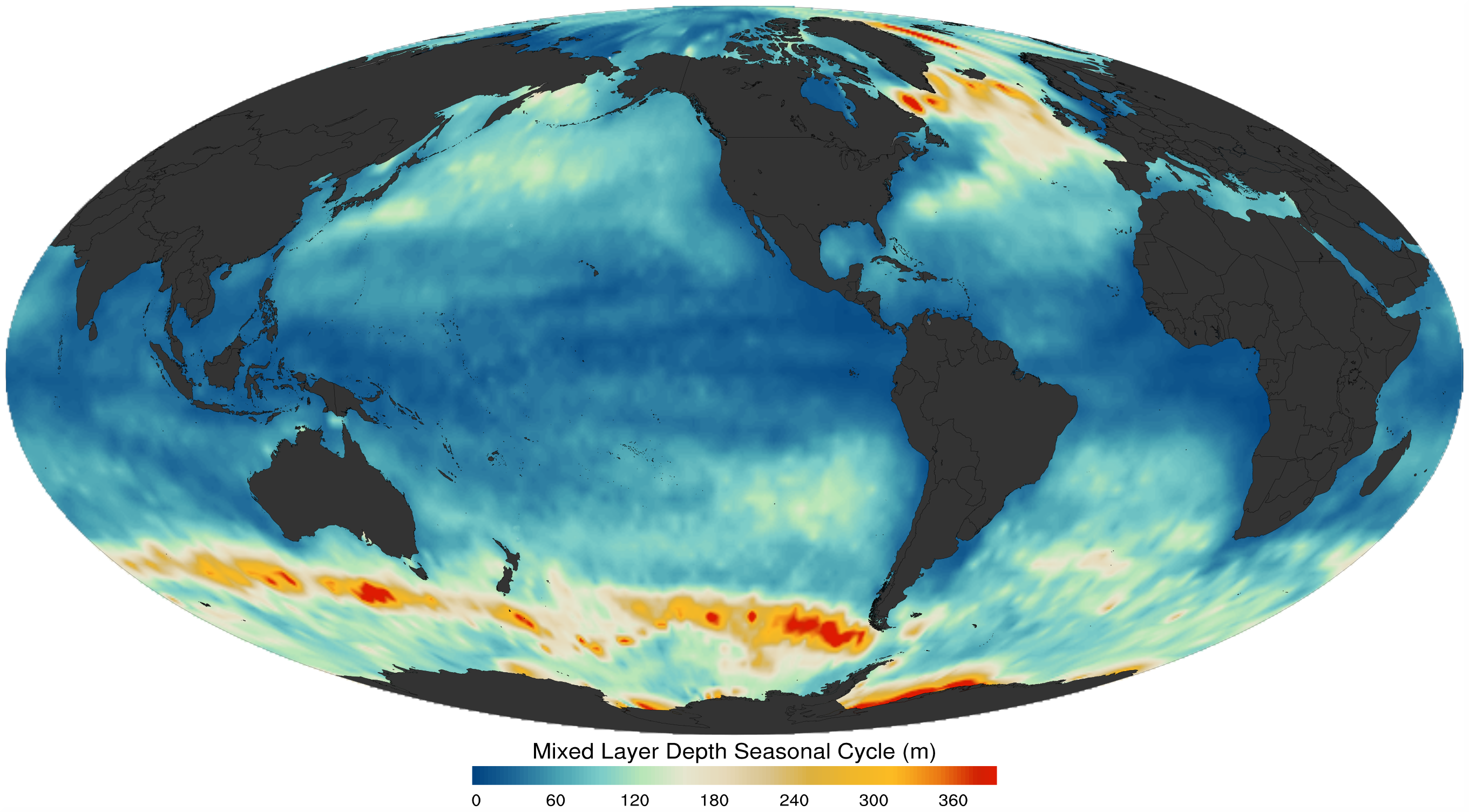
Sezónní cyklus hloubky promíšené vrstvy.

### Opakování anomálií povrchové teploty oceánů
Vzorce anomálií povrchové teploty oceánů ve středních šířkách mají tendenci se opakovat od jedné zimy k druhé, ale ne během léta, k čemuž dochází kvůli silnému sezónnímu cyklu smíšené vrstvy. Hloubka smíšené vrstvy nad severním Pacifikem je v zimě hlubší, obvykle 100–200 m, než v létě, a proto jsou anomálie povrchové teploty moří, které se vytvoří v zimě a zasahují až k základně smíšené vrstvy, zachyceny pod mělkou letní smíšenou vrstvou, když se koncem jara reformuje, a jsou účinně izolovány od tepelného toku vzduch-moře. Když se smíšená vrstva na podzim a začátkem zimy opět prohloubí, mohou anomálie opět ovlivnit povrch. Alexander a Deser tento proces nazvali „mechanismus opětovného vynoření“ a je pozorován na většině území severního Tichého oceánu, i když je účinnější na západě, kde je zimní smíšená vrstva hlubší a sezónní cyklus větší.

### Stochastické atmosférické vlivy[12]
Dlouhodobé změny teploty povrchu moře mohou být vyvolány náhodnými atmosférickými vlivy, které jsou integrovány ve smíšené vrstvě oceánu. Paradigma stochastického klimatického modelu navrhli Frankignoul a Hasselmann, v tomto modelu stochastický forcing reprezentovaný průchodem bouří mění teplotu smíšené vrstvy oceánu prostřednictvím povrchových energetických toků a Ekmanových proudů a systém je tlumen v důsledku zvýšených (snížených) tepelných ztrát do atmosféry nad anomálně teplou (studenou) povrchovou vrstvou oceánu prostřednictvím turbulentních energetických a dlouhovlnných radiačních toků, v jednoduchém případě lineární negativní zpětné vazby lze model zapsat jako oddělitelnou obyčejnou diferenciální rovnici: {\displaystyle {\operatorname {d} y \over \operatorname {d} t}=v(t)-\lambda y}
kde v je náhodná atmosférická síla, λ je míra tlumení (kladná a konstantní) a y je odezva.
Spektrum rozptylu y je: {\displaystyle {G(w)={\frac {F}{w^{2}+\lambda ^{2}}}}}
kde F je rozptyl bílého šumu a w je frekvence, z této rovnice vyplývá, že na krátkých časových škálách (w>>λ) rozptyl teploty oceánu roste se čtvercem periody, zatímco na delších časových škálách (w<<λ, ~150 měsíců) dominuje proces tlumení a omezuje anomálie teploty povrchu moře tak, že spektra se stávají bílými.
Atmosférický bílý šum tak vytváří anomálie SST na mnohem delších časových škálách, ale bez spektrálních vrcholů. Modelové studie naznačují, že tento proces přispívá až k 1/3 proměnlivosti PDO na desetiletých časových škálách.

### Dynamika oceánů
K pozorované desetileté proměnlivosti v severním Tichém oceánu může přispívat několik dynamických oceánských mechanismů a zpětná vazba mezi SST a vzduchem. Proměnlivost SST je silnější v oblasti Kuroshio Oyashio extension (KOE) a je spojena se změnami osy a síly KOE,která vytváří dekádovou a delší časovou škálu variability povrchové teploty oceánů, ale bez pozorované velikosti spektrálního vrcholu v ~10 letech, a zpětné vazby teplota povrchové vrstvy oceánů - vzduch. Vzdálená reemergence se vyskytuje v oblastech silného proudění, jako je rozšíření Kurošio, a anomálie vzniklé v blízkosti Japonska se mohou příští zimu znovu objevit ve středním Pacifiku.

### Advektivní rezonance
Saravanan a McWilliams prokázali, že interakce mezi prostorově koherentními atmosférickými vlivy a advektivním oceánem vykazuje periodicitu v preferovaných časových měřítkách, kdy nelokální advektivní efekty převažují nad lokálním tlumením teploty povrchu moře. Tento mechanismus
„advektivní rezonance“ může vytvářet dekádovou variabilitu povrchové teploty oceánů ve východní části severního Pacifiku spojenou s anomální Ekmanovou advekcí a povrchovým tepelným tokem.

### Cirkulace oceánského gyru v severním Tichém oceánu
Dynamické úpravy gyru jsou nezbytné pro vytváření dekádových maxim povrchové teploty oceánů v severním Pacifiku, k čemuž dochází prostřednictvím západně se šířících oceánských Rossbyho vln, které jsou vynucovány větrnými anomáliemi ve středním a východním Pacifiku. Kvazigeostrofickou rovnici pro dlouhé nedisperzní Rossbyho vlny vynucené velkoškálovým větrným napětím lze zapsat jako lineární parciální diferenciální rovnici: {\displaystyle {\partial h \over \partial t}-c{\partial h \over \partial x}={\frac {-\nabla \times {\vec {\tau }}}{\rho _{0}f_{0}}}}
kde h je anomálie tloušťky horní vrstvy, τ je napětí větru, c je rychlost Rossbyho vln závislá na zeměpisné šířce, ρ0 je hustota mořské vody a f0 je Coriolisův parametr v referenční zeměpisné šířce. Časové měřítko odezvy je dáno rychlostí Rossbyho vln, místem působení větru a šířkou povodí, v zeměpisné šířce Kuroshio Extension je c 2,5 cm/s a časové měřítko dynamické úpravy gyru je ~(5)10 let, pokud byla Rossbyho vlna iniciována ve (středo)východním Pacifiku.
Pokud je forsáž větru bílá zonálně rovnoměrná, měla by generovat červené spektrum, ve kterém se variance h zvyšuje s periodou a dosahuje konstantní amplitudy při nižších frekvencích bez dekádních a interdekádních špiček, avšak při nízkých frekvencích atmosférické cirkulace mají tendenci převládat pevné prostorové vzorce, takže forsáž větru není zonálně rovnoměrná, pokud je forsáž větru zonálně sinusová, pak dochází k dekádním špičkám v důsledku rezonance forsovaných Rossbyho vln v měřítku povodí.
Šíření h anomálií v západním Pacifiku mění osu a sílu KOE a ovlivňuje SST v důsledku anomálního geostrofického přenosu tepla. Nedávné studie naznačují, že Rossbyho vlny vybuzené Aleutskou níží šíří signál PDO ze severního Pacifiku do KOE prostřednictvím změn osy KOE, zatímco Rossbyho vlny spojené s NPO šíří signál oscilace severního Pacifiku prostřednictvím změn síly KOE.